# Moviment Nacional Turcman (1980)
El Moviment Nacional Turcman fou una organització política dels turcmans de l'Iraq activa del 1980 al 1985, amb els objectius de lluitar pels drets nacionals turcmans, contra la repressió del govern, contra la política d'assimilació, i per introduir el tema a l'agenda internacional.
El mateix nom l'havia portat una altra organització activa des de després de la Primera Guerra Mundial fins als anys setanta, i després el va recuperar un altre grup el 1993, tot i que el 1994 es va canviar el nom per Moviment Popular Democràtic Turcman.